# Suctobelbella margarita
Suctobelbella margarita är en kvalsterart som beskrevs av Fijikawa 2004. Suctobelbella margarita ingår i släktet Suctobelbella och familjen Suctobelbidae. Inga underarter finns listade i Catalogue of Life.